# Kolosov
Kolosov je priimek več oseb:
- Maksim Vasiljevič Kolosov, sovjetski general
- Gurij Vasiljevič Kolosov, ruski matematik
- Sergej Afanasjevič Kolosov, ruski hokejist